# 德文·曼彻斯特
德文·曼彻斯特（英語：Devon Manchester，1989年11月11日—），生于奥克兰，新西兰男子曲棍球运动员。他曾代表新西兰国家队参加2018年英联邦运动会曲棍球比赛，获得一枚银牌。